# JobTV24

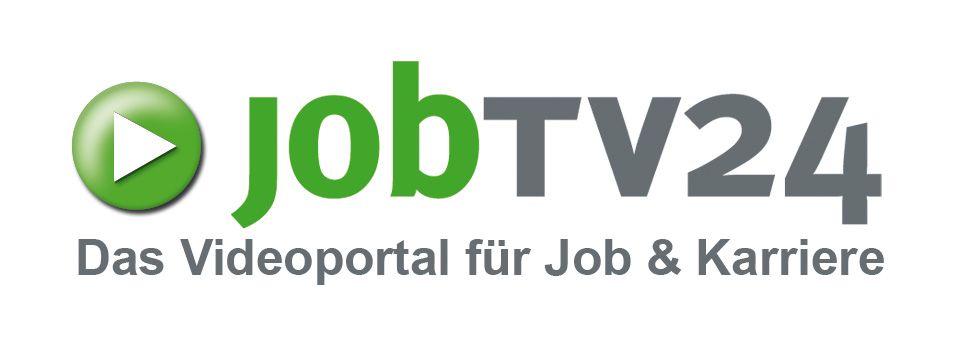
Ehemaliges Logo

JobTV24 ist ein Berliner Unternehmen, das sich auf die Produktion, Verbreitung und Website-Einbindung von Webvideos spezialisiert hat. 2011 folgte die Umbenennung des Unternehmens von JobTV24 in MovingIMAGE24. Im Jahr 2017 erfolgte die Umbenennung in movingimage EVP GmbH.

## Geschichte und Portfolio
JobTV24 wurde 2004 als deutscher Privatfernsehsender gegründet. 2006 startete der Sendebetrieb über Astra Digital. Im Zuge von Reichweitenproblemen über die Astra-Digital-Verbreitung und der Vergrößerung des Marktanteiles im Onlinevideo-Bereich – insbesondere durch YouTube – wurde das Geschäftsmodell mit der Zeit umgestellt. Heute hat sich JobTV24 vollständig aus dem Fernsehgeschäft zurückgezogen und arbeitet ausschließlich an der Produktion und Distribution von Onlinevideos für die Bereiche Online-Recruiting und Employer Branding über das firmeneigene Portal jobtv24.de. Hier finden sich vor allem PR-Videos, mit denen sich Unternehmen qualifizierten Arbeitskräften präsentieren und Karrieremöglichkeiten im Unternehmen aufzeigen möchten.
Bis 2011 bestand JobTV24 aus zwei Geschäftseinheiten. Die Unit JobTV24 befasst sich mit der Produktion und Verbreitung von Videos für Online-Recruiting und Employer Branding und betreibt zu diesem Zweck auch eine eigene Videoplattform. Die Geschäftseinheit MovingIMAGE24 bietet eine Onlinevideo-Technologie an, mit der sich Onlinevideos in Webseiten einbinden und verwalten sowie bearbeiten lassen.
Der Unternehmenssitz lag bis Januar 2012 auf der Insel Eiswerder im Berliner Bezirk Spandau. Heute befinden sich die Geschäftsräume am Standort Mediaspree im Bezirk Kreuzberg-Friedrichshain.
Auf der eigenen Website und den Partnerseiten verzeichnet JobTV24 heute mehr als 16 Millionen Videoabrufe pro Monat.

## Auszeichnungen
Mit dem Onlinevideo „IT@BMI erleben“, in dem JobTV24 das Bundesinnenministerium als Arbeitgeber präsentiert, hat das Unternehmen 2010 beim Best of Corporate Publishing Award den ersten Preis gewonnen.
Das von JobTV24 konzipierte und realisierte Corporate Video für BMW MINI „MINI-Verkäufer – Hausbesuch“ gewann in der Kategorie „Best Use of Video“ Silber beim BCP-Award 2011.